# Telmatophilus schoenherrii
Telmatophilus schoenherrii är en skalbaggsart som först beskrevs av Leonard Gyllenhaal 1808.  Telmatophilus schoenherrii ingår i släktet Telmatophilus, och familjen fuktbaggar. Arten är reproducerande i Sverige.